# Strobilanthes albostriata
Strobilanthes albostriata är en akantusväxtart som beskrevs av Ridley. Strobilanthes albostriata ingår i släktet Strobilanthes och familjen akantusväxter. Inga underarter finns listade i Catalogue of Life.